# Vlag van Illinois
De vlag van Illinois werd op 6 juli 1915 aangenomen. Centraal in de vlag staat het zegel van Illinois, met daaronder de naam van de staat in hoofdletters. De naam van de staat is pas op 1 juli 1970 aan de vlag toegevoegd, om de betekenis van de vlag duidelijker te maken. Dit nieuwe design werd ontworpen door Sharon Tyndale.
Het ontwerp stamt uit 1912, drie jaar voor de officiële aanname, en was de winnende inzending van een ontwerpwedstrijd, die georganiseerd werd door de Daughters of the American Revolution. De ontwerper was Lucy Derwent.
De spreuk van de staat luidt: State Sovereignty, National Union. Toch staan de woorden op de vlag en de zegel in een andere volgorde, namelijk: Union National, Sovereignty State (van boven naar onder). Merk daarbij op dat Sovereignty ondersteboven is genoteerd.

Vlag van Illinois (1915-1970)